# 私鐵
私鐵，通常指私有鐵路或民營鐵路，又稱民鐵，是指由私有或民營企業經營的鐵路運輸系統。

## 概述
由於鐵路興建及養護成本大，且通常具有國防戰略方面的價值，因此大多數國家的鐵路為國營業者或政府所壟斷，並沒有民間企業經營的鐵路。但1990年代以來亦有些變化，如法國的一條私營貨運鐵路於2005年6月13日通車，不受法國國家鐵路公司管轄，成為法國歷史上首條私鐵。而中國廣東的羅定鐵路於2006年進行產權拍賣，一度成為中國的首條私鐵，因欠債已於2018年被政府收回。不过现时在2022年1月8日开通的杭台高速铁路是中国大陆首条民营资本控股的高铁PPP项目，因此成为了中国大陆首条运营的民营铁路和民营高速铁路。此外中国境内有数条城市轨道交通线路（如北京地铁4号线）采用政府和社会资本合作（PPP）模式建设和运营。
台灣在日治時代有台北鐵道等私鐵業者，而今日以BOT模式經營的台灣高速鐵路，在簽約時採取的模式很接近民營鐵路；但由於規劃時嚴重高估運量及土地開發利益、921大地震提高安全標準，需要由政府出資，在台灣高鐵財務改革後，具有第三部門鐵道及國鐵的特性。
不同於其他國家，日本的私鐵相當發達，除了分布於各大都會區的大手私鐵，許多城鎮也有私人經營的鐵道系統；在近畿地方，私鐵業者的運量甚至超越原屬國營的JR。但由於經濟衰弱、人口外流等因素，1990年代以來，不少非都會地區的私鐵停駛，或改以第三部門的模式繼續經營。此外，大手私鐵常使用TOD模式，透過兼營商場、百貨公司、旅行社等與鐵道相關的周邊行業，甚至投入其經營鐵路周邊地區的地產開發及不動產事業，以業外投資帶動鐵路本業的發展。